# آنی هاسلم
آنی هاسلم (انگلیسی: Annie Haslam؛ زادهٔ ۸ ژوئن ۱۹۴۷) یک موسیقی‌دان اهل بریتانیا است.